# 1,7-辛二烯
1,7-辛二烯（C8H14）是一种烯烃，轻度易燃。

## 生產
研究人员可使用1,7-辛二烯辅助乙烯发生交叉炔烃复分解狄尔斯–阿尔德反应，又或通過熱解順式萘烷獲得。

## 應用
沉积在二氧化硅上的等离子体聚合的1,7-辛二烯膜可以产生具有调谐疏水性的二氧化硅颗粒。